# 福田亮成
福田 亮成（ふくだ りようせい、1937年3月10日 - ）は、日本の仏教学者（密教学）。学位は、博士（文学）。真言宗智山派の僧侶（智山伝法院長、下谷田中成就院住職、川崎大師教学研究所長を経て顧問）。大正大学名誉教授。

## 略歴
- 1937年、東京市（のちの東京都台東区）生まれ
- 1960年、東洋大学卒業
- 1965年、東洋大学大学院文学研究科博士課程満期退学
- 1973年、大正大学助手に就任
- 1992年、大正大学教授に昇任
- 1993年、東洋大学より博士（文学）の学位を取得
- 1997年、智山伝法院長
- 2006年、智山勧学会理事長
- 2007年、大正大学名誉教授。
- 2011年、智山専修学院長に就任。
- 2012年、種智院大学客員教授に就任。

### 受賞歴
- 2001年、密教学芸賞

## 著書

### 論文
- CiNii>福田亮成
- INBUDS>福田亮成

### 記念論集
- 『密教理趣の宇宙-福田亮成博士古稀記念論文集』（智山学報70号、2007年）